# Plusiogramma
Plusiogramma is een geslacht van vlinders van de familie tandvlinders (Notodontidae).

## Soorten
- P. argentata Oberthür, 1914
- P. aurosigna Hampson, 1895